# 寒亭镇
寒亭镇，是中华人民共和国安徽省宣城市宣州区下辖的一个乡镇级行政单位。

## 行政区划
寒亭镇下辖以下地区：
寒亭社区、肖北村、管南村、义兴村、福定村、通津村、长河村、天门村和上海军天湖农场。